# Xã Varner, Quận Ripley, Missouri
Xã Varner (tiếng Anh: Varner Township) là một xã thuộc quận Ripley, tiểu bang Missouri, Hoa Kỳ. Năm 2010, dân số của xã này là 657 người.